# 田岡由伎
田岡 由伎（たおか ゆき、1954年8月14日 - ）は、日本の実業家・心理カウンセラー・エッセイスト。兵庫県神戸市出身。血液型AB型。

## 来歴・人物
暴力団・三代目山口組組長、田岡一雄の娘として生まれる。田岡満は異母兄。
神戸山手女子短期大学卒業。有限会社ユキオフィス代表取締役。甲陽運輸株式会社監査役。株式会社セルフィール監査役。
1984年に結婚、相手は音楽家の喜多郎であった。戸隠神社で身内だけで挙式を上げる。喜多郎は大自然の中で素直に生きることを求めていたため、新居は200年経過した廃屋を改造した北安曇郡八坂村の一軒家であった。新婚早々の翌1985年1月17日からは、喜多郎のコンサートツアー「喜多郎・飛雲篇」が開始され、単身赴任で家にほとんどいない状態となる。由伎は、経験したことのない、雪下ろしや今まで喜多郎が行っていた1年分の漬け物作りなども行うなどの生活が続く。1990年に離婚。
その後、心理カウンセラーやエッセイストとして活躍し、有限会社ユキオフィスを立ち上げ、代表取締役に着任。その後は甲陽運輸株式会社や株式会社セルフィール監査役に就くなど、実業家としても活躍。

## 出演番組
- ズバリ快答!テレフォン身の上相談（TBSラジオ）金曜担当パーソナリティ

## 著書
- 『さようならお父さんの石けん箱』由伎 著. サンケイ出版, 1984.7
- 『お父さんの石けん箱』ベストセラーズ, 1991.3
  - 『お父さんの石けん箱 愛される事を忘れている人へ。』角川文庫 2003.3
  - 『お父さんの石けん箱』ちくま文庫、2015
- 『ミッドナイト・ブランデー』（扶桑社）1992
- 『癒される旅 極道の娘が自分探し』講談社, 1999.10

共著
- 『ラスト・ファミリー 激論 田岡由伎×宮崎学』角川書店, 2010.1